# Lega dei Macedoni
La lega dei Macedoni (Koinon) (in greco antico: Τὸ Κοινὸν Μακεδόνων?), nota anche con la semplice denominazione di i Macedoni (in greco antico: Οἱ Μακεδόνες?), designava, nella Macedonia antica dell'epoca reale, l'assemblea dei cittadini-soldato, detentrice ultima della sovranità. All'epoca romana, era una istituzione molto differente, un consiglio provinciale le cui attribuzioni erano soprattutto religiose.

## Controversia sulle fonti
L'esistenza di un'assemblea congiunta dei Macedoni e l'estensione dei suoi poteri sono questioni controverse.
Molte fonti letterarie (Tito Livio, Polibio), ma soprattutto  epigrafiche, attestano l'esistenza, separata dal re, dei macedoni o meglio della Comunità macedone. Due dediche di questo Koinon al re dei Macedoni  Filippo V, una a Delo e l'altra a Samotracia, mostrano che si trattava di un'istituzione politica a sé stante, di un corpo che aveva una propria organizzazione e accesso alle risorse finanziarie. Ciò è confermato anche dalla presenza di una serie di monete coniate in nome dei macedoni e non del re.
Dall'esame di queste fonti risulta che l'assemblea dei macedoni non era normalmente un gruppo di militari, ma un'assemblea popolare, che poteva, come altre assemblee greche di questo tipo,  riunirsi in armi o senza armi, a seconda delle circostanze (ad esempio, etolici, achei e spartani).

## Un organismo istituito con le riforme di Filippo II
Lo sviluppo di questa istituzione, se non la sua creazione, fu dovuto quasi certamente a Filippo II di Macedonia, in quanto si trattava di una conseguenza diretta della sua riforma dell'esercito macedone: con la creazione della falange macedone che venne portata a 30 000 oplita, grazie all'alleggerimento dell'armamento difensivo (che era più economico), Filippo II permise a molti macedoni di partecipare alla vita politica del regno: erano membri dell'assemblea dei soldati cittadini. 
Questa riforma permise a Filippo II di creare un istituto di contrapposizione ai Compagni (hetairoi), membri di famiglie aristocratiche che erano una minaccia costante per la dinastia regnante: completò questa riforma ampliando il corpo dei Compagni, aumentandolo a 800, grazie a dotazioni generosi nelle nuove terre conquistate durante il suo regno, e creando un corpo corrispondente di Compagni a piedi ('pezhetairoi'). Alessandro continuò questa politica estendendo l'attributo di Compagno e Compagno a piedi rispettivamente a tutti i cavalieri e ai componenti della fanteria pesante macedone. i macedoni acquisirono così diritti politici che in precedenza erano riservati ai Compagni appartenenti alla cerchia del re. 
Questa riforma spiega l'attaccamento che i macedoni di umili origini dimostrarono a Filippo e ai suoi discendenti fino al 323 a.C. e oltre. L'assemblea del popolo aveva riequilibrato il peso dei Compagni. Essa si riuniva almeno due volte l'anno, in occasione dell'apertura della stagione militare in marzo (festa di Xandika) e alla sua chiusura nel mese di ottobre a Dion, oltre che in sessioni straordinarie richieste dal re.

## Competenze dell'assemblea

### Successione e reggenza
La prima importante area di intervento dell'assemblea era la successione reale: erano i macedoni in assemblea che proclamavano il nuovo re, sia riconoscevano un erede designato in precedenza, che procedendo ad una vera e propria elezione. Così Alessandro fu acclamato re dall'assemblea macedone riunita a Vergina subito dopo l'assassinio di  Filippo II nel 336 a.C.;  Filippo III e  Alessandro IV (il figlio in utero di Rossane) vennero proclamati re dall'esercito dell'Asia secondo il compromesso accettato dal Consiglio e la cavalleria da un lato e la fanteria dall'altro.
La sovranità ultima sembra dunque appartenesse al popolo e protagonisti non lo dimenticavano: in 323 a.C. Filippo III minacciò di rinunciare al regno e sfidò la falange ad eleggere un uomo migliore di lui.

### Pena capitale
La partecipazione all'assemblea era obbligatoria: un re non poteva eseguire una condanna a morte di un macedone (importante) senza un processo davanti all'assemblea. Le poche eccezioni registrate dalle fonti fanno notare gli scandali conseguenti.
Dopo un'indagine preliminare da parte del Consiglio, il processo si svolgeva davanti all'assemblea con un procedimento in contraddittorio (logo/antilogos) e deliberazione libera dell'assemblea, e la sentenza era poi votata per acclamazione (come a Sparta). In qualsiasi momento, il re che presiedeva la riunione, poteva aggiornare il dibattito: è quello che ad esempio avvenne al processo di Cassandro ad Olimpia nel 316 a.C..
Per reati minori, che non prevedevano la pena di morte, era competente il solo Consiglio. Il re o il reggente potevano, a loro volta, emettere una sentenza in materia di disciplina militare (ad esempio, la sedizione di Òpis del 324 a.C. e di Babilonia del 323 a.C.). Ma anche queste sentenze erano, a volte, considerate dai macedoni come abuso di potere. 

### Politica estera
Le fonti indicano che l'assemblea interveniva anche in altre occasioni: la dichiarazione di guerra contro Cassandro nel 316 a.C., contro Eumene nel 321 a.C., la decisione di non attuare i piani di Alessandro nel 323 a.C. 

### Nomine
La nomina dei governatori (épitropoi) e grandi amministratori del regno (épimeletai) dovevano seguire la stessa procedura dell'acclamazione dei re e richiedevano lo svolgimento di una riunione. Sappiamo che questo era anche il caso dei governi locali come a Babilonia nel 323 a.C. e per gli Accordi di Triparadiso nel 321 a.C., eventi ratificati dall'assemblea. Ed era stata ancora l'assemblea a nominare i comandanti della guerra contro i coloni greci che si ribellarono alle satrapie nel 323 a.C. e nel 321 contro Eumene.

### Altre competenze
L'assemblea era chiamata anche a votare le onorificenze, concedeva i decreti di prossenia e di asilo e inviava gli ambasciatori, nel corso delle due riunioni annuali.

### Relazioni con il Consiglio
Nella maggior parte delle occasioni, il Consiglio aveva un ruolo propositivo, faccia a faccia con l'assemblea: ciò era vero per i processi capitali, ma anche per le « elezioni » reali, e per la scelta degli amministratori in capo del regno (ad esempio per la scelta di Perdicca come épimélète nel 323 a.C. e quella di Antipatro nel 321 a.C.). È anche possibile che la distribuzione delle satrapie nel 323 a.C. sia stata ratificata dall'assemblea dopo essere stata approvata dal Consiglio presieduto da Perdicca.

## La questione del quorum
Solo le riunioni per l'elezione reale richiedevano la convocazione di un'assemblea plenaria: dopo l'annuncio, i membri dell'assemblea dovevano infatti giurare fedeltà al nuovo re, e lui era in grado di evitare che fossero convocate altre riunioni, riunire gli assentii, che avrebbero potuto giurare fedeltà ad un rivale. L'acclamazione dall'assemblea plenaria era tanto più necessaria dato che vi erano molti pretendenti al trono, una situazione ricorrente nella storia macedone. 
Tuttavia, per le altre aree di intervento, questa partecipazione massiccia non è necessaria. La maggior parte dei processi citati dalle fonti si verificavano in tempo di guerra, in circostanze che non consentivano lo svolgimento di una seduta plenaria, ma solo di una parte dell'esercito. Tuttavia non era visto come una distorsione del diritto consuetudinario macedone perché non era tanto la piena presenza del corpo civico, che si sostiene in un incontro con il pensiero politico greco, ma la capacità di esercitare il suo diritto di isegoria.
La riunione di una sessione plenaria era altrettanto difficile in tempi di pace, quindi dobbiamo considerare che i casi di pena capitali venivano portati davanti alle assemblee regionali. 
La consultazione dell'assemblea per le dichiarazioni di guerra non sembra essere stata obbligatoria, ma fortemente consigliata: i macedoni si aspettavano che fosse chiesto il loro parere poiché era in gioco la loro vita. 

## Sotto la dominazione romana
Dopo la distruzione del regno di Macedonia diviso in quattro repubbliche indipendenti 167 a.C., l'assemblea era l'istituzione federale principale, con la scomparsa della monarchia. Tito Livio affermava esplicitamente che la sua rimozione tendeva ad evitare che un demagogo potesse muovere contro di esse e realizzare nuova unità macedone. 
Più tardi, in epoca imperiale, i koinon dei macedoni divennero un ente molto diverso che nulla aveva a che fare con il gruppo primario della monarchia temenide. Questo era davvero un consiglio provinciale, con sede a Beroia, e le cui funzioni erano principalmente legate alla organizzazione del culto imperiale della provincia. La sua creazione risale probabilmente ad Augusto.